# Повернення з перемогою
«Повернення з перемогою» (латис. «Mājup ar uzvaru») — радянський чорно-білий художній фільм режисера Олександра Іванова, знятий за п'єсою Віліса Лаціса «Перемога» на Ризькій кіностудії в 1947 році. Прем'єра фільму відбулася 8 червня 1948 року.

## Сюжет
Лейтенант Август Грієзе, прикриваючи відхід товаришів, потрапив до рук ворога. Не добившись від полоненого будь-яких відомостей, була організована акція з його дискредитації. В ефір передали сфабриковане звернення Грієзе, в якому від його імені пролунав заклик до здачі зброї. Під час авіаційного нальоту Августу вдалося втекти. Він приєднався до партизанів і під вигаданим ім'ям незабаром став одним з безстрашних бійців. В кінці війни, коли його бойові товариші повернулися в рідні краї, на долю партизану випав щасливий випадок. Після успішного виконання завдання розвідниками був схоплений оберштурмфюрер Будберг, який міг підтвердити невинність Грієзе і розповісти про справжню роль агента Гартмана, який видавав себе за біженця Пауля Наглу і був свого часу впроваджений в ряди червоноармійців.

## У ролях
- Артур Дімітерс — Август Грієзе (озвучив Вольдемар Чобур)
- Людмила Шпілберга — мати Августа (озвучила Ніна Желєзнова)
- Велта Ліне — Бірута Аже (озвучила Є. Сердечкіна)
- Леонід Лейманіс — Опманіс (озвучив А. Степанов)
- А. Якобсон — Вершинін (озвучив Геннадій Мічурін)
- Вісвалдіс Сіленієкс — Драудіньш (озвучив Олег Жаков)
- Павло Волков — Мельников
- Едгар Зіле — Нагла (озвучив Віталій Полицеймако)
- Херберт Зоммер — оберштурмфюрер Будберг (озвучив Юрій Юровський)
- Яніс Осіс — староста (озвучив В. Астаров)
- Арнольд Мілбретс — Петеріс
- Луйс Шмітс — Вітолс
- Херманіс Ваздікс — Ерманіс
- Карліс Себріс — прихожанин
- Расма Рога — селянська дівчина
- Харій Авенс — Юрціньш
- Жаніс Катлапс — Катлапс
- Валентінс Скулме — епізод
- Хелмарс Велзе — епізод

## Знімальна група
- Автори сценарію: Михайло Блейман, Костянтин Ісаєв
- Режисер-постановник: Олександр Іванов
- Оператор-постановник: Едуард Тіссе
- Композитор: Анатолс Лієпіньш
- Художник-постановник: Волдемар Валдманіс
- Звукооператор: К. Гордон
- Режисери: Павло Арманд, Леонід Лейманіс
- Оператори: В. Упіт, А. Поліс, І. Гольдберг
- Монтажер: І. Новожилова
- Оператор комбінованих зйомок: Г. Шуркін
- Художник комбінованих зйомок: Віктор Шільдкнехт
- Консультант: В. Тарасов
- Текст пісень: Юлій Ванагс
- Директора: І. Поляков, А. Ейдус